# حرکت ترقصی

تصویری از حرکت ترقصی زمین.

مدار ماه و دائرةالبروج با هم زاویه‌ای حدود ۵ درجه می‌سازند بنابراین مدار ماه و دائرةالبروج در دو گره با هم برخورد دارند که به دلیل ثابت نبودن نیروی بین ماه، زمین و خورشید به سبب تغییر فاصله بین آن‌ها مکان این گره‌ها ثابت نیست و پیوسته تغییر می‌کند به این حرکت حرکت ناوشی (به انگلیسی: Nutation) می‌گویند. همین امر موجب تغییر در دوره‌های ماه گرفتگی می‌شود به‌طوری‌که هر یک از گره‌ها در یک دوره ۱۸ سال و ۱۰ روز که آن را چرخه ساروس می‌نامند ۳۶۰ درجه تغییر می‌کنند. تغییر نیرو در سیستم زمین ماه و خورشید در مدار زمین هم بی تأثیر نیست به شکلی که یک حرکت سینوسی در حرکت تقدیمی زمین ایجاد می‌شود و زمین مدام در هنگام حرکت تقدیمی نوسان می‌کند و مقدار این نوسان ۹ ثانیه قوس است به‌طوری‌که هر رفت و برگشت این نوسان ۱۸٫۶ سال (هجده ممیز شش دهم سال) طول می‌کشد.